# Günter Morge
Günter Morge  (* 13. August 1925 in Leipzig; † 21. Januar 1984) war ein deutscher Entomologe und Forstwissenschaftler.

## Leben
Morge wurde 1925 als Sohn eines Schriftsetzers in Leipzig geboren. Er absolvierte die Volks- und Oberrealschule. Am 14. Juni 1943 beantragte er die Aufnahme in die NSDAP und wurde rückwirkend zum 20. April desselben Jahres aufgenommen (Mitgliedsnummer 9.615.503). Mach dem Krieg arbeitete er zunächst als Forstgehilfe, bis er 1946 die Fachschule für Forstwirtschaft in Schwarzburg besuchen konnte. Nach einer mehrmonatigen Schulung arbeitete er bis 1951 als Revierförster im Erzgebirge. Anschließend  studierte er bis 1955 Forstwissenschaft am Fakultätssitz der Humboldt-Universität Berlin in Eberswalde mit dem Abschluss Diplom-Forstingenieur. Während der folgenden Aspirantur von 1955 bis 1958 bei Helmut Gäbler spezialisierte sich Morge auf Entomologie, speziell Taxonomie von Dipteren von forstwirtschaftlicher Bedeutung, und wurde 1959 zum Dr. rer. silv. promoviert.  (Dissertation: Revision der Gattung Dasiops Rondani als Grundlage für Untersuchungen über die forstliche Bedeutung der Dipterenfamilie Lonchaeidae und ihre Beziehung zu den Borkenkäfern). Seien Doktorarbeit konnte er während seiner Tätigkeit als wissenschaftlicher Mitarbeiter fertigen, der er von 1958 bis 1960 an der Eberswalder Fakultät war. Zwischen 1961 und 1963 war Morge als Wahrnehmungsdozent in Eberswalde tätig (der Wahrnehmungsdozent bzw. Wahrnehmungsprofessor war bis 1968 ein spezieller Rang im Hochschulwesen der DDR. Er musste nicht habilitiert sein und wurde in der Regel aufgrund praktischer Leistungen berufen. Er hatte alle Rechte und Pflichten eines regulären Hochschullehrers, durfte aber nicht an Habilitationen mitwirken). 1963 habilitierte er sich an der Humboldt-Universität (Die Lonchaeidae der Paläarktis) und konnte von da an den Professorentitel führen.
1964 wurde Morge Chefredakteur der Zeitschrift Beiträge zur Entomologie als Nachfolger von Hans Sachtleben. Unter ihm entstanden die Serien Insektenfauna der DDR (ab 1960) und der Typenkatalog des Instituts für Pflanzenschutzforschung in Kleinmachnow. Außerdem war er Leiter der bibliographischen Abteilung des 1963 von Berlin nach Eberswalde umgezogenen Deutschen Entomologischen Instituts (DEI). Die Abteilung gab den Index Litteraturae Entomologicae, Serie II, heraus in vier Bänden mit 2385 Seiten und einem Registerband (1975). 1971 wurde das DEI eine Abteilung des Instituts für Pflanzenschutzforschung (IPF) in Kleinmachnow (mit Sitz in Eberswalde) und Morge übernahm im selben Jahr deren Leitung. Offiziell hatte sie den Namen Abteilung Taxonomie der Insekten des IPF, wobei die Leitung des IPF ebenfalls bei einem Entomologen lag (Werner Ebert). Nach dem überraschenden Tod von Morge 1984 wurde Günther Petersen sein Nachfolger, wobei die umfangreiche Bibliothek abgetrennt wurde und von Klaus Rohlfien geleitet wurde.
Außerdem wurde Morge 1962 als Nachfolger von Hans Kiefer Kustos des Naturhistorischen Museums des Benediktinerstifts Admont. Die Sammlung wurde nach dem Brand des Klosters 1865 vom Pater Gabriel Strobl (1846–1925) aufgebaut und war im Zweiten Weltkrieg im Joanneum in Graz ausgelagert. Kiefer holte die Sammlung nach dem Krieg schrittweise zurück, was von Morge fortgesetzt wurde und 1966 bis 1972 abgeschlossen wurde. Er veröffentlichte zur Typensammlung des Paters Strobl und anderer österreichischer entomologischer Sammlungen (Dipteren) wie der Sammlung von Walter Peller im Stift Admont. Für seine langjährige Betreuung dieser Sammlung wurde Morge im Februar 1982 mit dem Ehrenkreuz für Wissenschaft und Kunst I. Klasse der Republik Österreich geehrt.
Er befasste sich bei den Dipteren insbesondere mit Lonchaeidae und Pallopteridae (Zitterfliegen). Die Lonchaeidae (manchmal Lanzenfliegen genannt) stellen bedeutende Nutzpflanzenschädlinge in den Neotropen.
Morge trat bereits im Jahr der Parteigründung 1945 in die LDPD ein. Nachdem er diese Partei von 1963 bis 1967 im Bezirkstag des Bezirkes Frankfurt/Oder als Abgeordneter vertrat, wurde er 1967 erstmals als Abgeordneter der Volkskammer der DDR gewählt. Dem DDR-Parlament gehörte er bis zu seinem Tod 1984 an.

## Schriften (Auswahl)
- Die Lonchaeidae und Pallopteridae Österreichs und der Angrenzenden Gebiete. 1. Teil: Die Lonchaeidae. In: Naturkundliches Jahrbuch der Stadt Linz. Band 9, 1963, S. 123–313 (zobodat.at [PDF]).
- Die Lonchaeidae und Pallopteridae Österreichs und der angrenzenden Gebiete, 2. Teil: Die Pallopteridae. In: Naturkundliches Jahrbuch der Stadt Linz. Band 13, 1967, S. 141–212 (zobodat.at [PDF]).
- Monographie der palearktischen Lonchaeidae. In: Beiträge zur Entomologie. Band 2, 1959, S. 1–92, 323–371, 909–945; Band 12, 1962, S. 381–434.